# Pineberry
A pineberry vagy „fehér eper” az eper egy fajtája, melyről 2009-ben Németországban publikáltak először, „ananászeper” (Ananaserdbeere) néven.
A növény a dél-amerikai Fragaria chiloensis és az észak-amerikai Fragaria virginiana hibridje, akárcsak a közönséges eper (Fragaria × ananassa). A pineberry kisebb az epernél, 15 és 23 mm közötti nagyságú. Érett termése teljesen fehér, piros kaszatokkal. Íze az ananászéra emlékeztet.
A pineberry nem mesterségesen alkotott fajta, 2003-ban fedezték fel Európa déli részén holland termelők, azonban a produktivitás növelése érdekében nemesítették. A pineberry terméshozama így is alacsonyabb a hagyományos eperénél.

## Fordítás
- Ez a szócikk részben vagy egészben  a   Pineberry című angol Wikipédia-szócikk fordításán alapul.  Az eredeti cikk szerkesztőit annak laptörténete sorolja fel. Ez a jelzés csupán a megfogalmazás eredetét és a szerzői jogokat jelzi, nem szolgál a cikkben szereplő információk forrásmegjelöléseként.